# متیل‌سیکلوهگزان
متیل‌سیکلوهگزان (به انگلیسی: Methylcyclohexane) یک ترکیب شیمیایی با شناسه پاب‌کم ۷۹۶۲ است. شکل ظاهری این ترکیب، مایع بی‌رنگ است.